# 三國志 ゲームボーイ版
『三國志 ゲームボーイ版』（さんごくし げーむぼーいばん）は、1992年9月30日に日本の光栄から発売されたゲームボーイ用歴史シミュレーションゲーム。
同社による『三國志シリーズ』のゲームボーイ用ソフト第1作目。本作は他機種からの移植ではなく、ゲームボーイ用に製作されたオリジナル作品。シナリオは「董卓の横暴」と「劉備の雌伏」を収録している。
1999年に本作の移植作となるワンダースワン用ソフト『三國志 for WonderSwan』が発売された。また後に続編として『三國志 ゲームボーイ版2』（1999年）が発売されたが、こちらは『三國志II』（1989年）の移植作品である。

## ゲーム内容
本作は『初代』（1985年）と『三國志II』をミックスさせた感じになっているが、顔グラフィックは『三國志III』（1992年）の顔を、BGMは『三國志II』のものを使用している。登場武将総数は198人。
新君主のプレイはなく、容量の関係でプレイできる群雄も限られている。
シナリオは「董卓の横暴」（190年）と「劉備の雌伏」（200年）の2つ。魏・呉・蜀の三国鼎立のシナリオはなく、後漢志な状態である。
特徴として、同盟国に限り、隣接する複数国を巻き込んだ戦争が起こせる点がある。そのため、複数国を一気に攻め落としたり、逆に攻め落とされる可能性もある。しかし、隣接する同盟国が戦争を起こすと、否応なくプレイヤーも巻き込まる。『信長の野望・天翔記』に近いシステムだが、ゲームバランスの関係からか、同時に同盟を結べる君主は1つのみという制限も付いている。
なお、本作では唯一存在する歴史イベント「関羽千里行」がある。シナリオ2で曹操でプレイし、配下の関羽をつれて自ら総大将となって劉備の本拠地に攻めると発生する。

## 移植版
| No. | タイトル              | 発売日       | 対応機種       | 開発元   | 発売元   | メディア     | 型式       | 備考 |
| --- | --------------------- | ------------ | -------------- | -------- | -------- | ------------ | ---------- | ---- |
| 1   | 三國志 for WonderSwan | 1999年4月1日 | ワンダースワン | コーエー | コーエー | ロムカセット | SWJ-KEX002 |      |

基本的にはゲームボーイ版と同じだが、『三國志 for WonderSwan』では、顔グラフィックが『三國志V』（1995年）のものに変更されている。また、通信機能により対戦も可能になっている。

## 評価
ゲームボーイ版
- ゲーム誌『ファミコン通信』の「クロスレビュー」では5、6、6、5の22点（満40点）[1][2]。レビュアーはGBになったことで国の数が減少したのは多少物足りないが戦闘も簡略化されシンプルモードはテンポがよくGB用に作られたタイニー版三國志で、文字は読みやすく、入門用としてプレイできそうな完成度は決して低くないとし、三國志に興味がないと面白くないとした[1]。

- ゲーム誌『ファミリーコンピュータMagazine』の読者投票による「ゲーム通信簿」での評価は以下の通りとなっており、20.2点（満30点）となっている[4]。

| 項目 | キャラクタ | 音楽 | お買得度 | 操作性 | 熱中度 | オリジナリティ | 総合 |
| 得点 | 3.5        | 3.4  | 3.0      | 3.2    | 3.7    | 3.3            | 20.2 |

ワンダースワン版
ゲーム誌『ファミ通』の「クロスレビュー」では合計24点（満40点）。